# Ptiliolum fuscum
Ptiliolum fuscum ist ein Käfer aus der Familie der Zwergkäfer (Ptiliidae). 

## Merkmale
Die Käfer erreichen eine Körperlänge von 0,6 bis 0,65 Millimetern. Der Körper ist fast matt braunschwarz gefärbt, die Deckflügel sind häufig etwas heller braun gefärbt. Die Deckflügel haben komplett abgerundete Schulterwinkel und sind davor nicht ausgeschweift. Der Halsschild ist an den Hinterwinkeln ebenso komplett abgerundet, seine Seiten sind davor nicht ausgeschweift. Die Tiere sind geflügelt und haben Facettenaugen. Der Halsschild ist gleich breit, wie die Deckflügel. Er ist sehr dicht punktförmig strukturiert und an seiner Oberseite sehr kurz und fein sowie anliegend behaart. Die Fühler sind dunkel, die ersten beiden Glieder sind braunrot. Die Beine sind braungelb. 

## Vorkommen und Lebensweise
Die Art ist in Europa und Nordafrika verbreitet. Sie ist in Mitteleuropa relativ häufig. Die Tiere leben unter faulendem Pflanzenmaterial, Mist und in Maulwurfsnestern. 